# Antónov An-2
L'Antónov An-2 (en rus: Ан-2, designació USAF/DoD: Tipus 22, denominació OTAN: Colt), també anomenat Annushka, és un biplà monomotor extremadament robust. El seu primer vol va tenir lloc el 31 d'agost de 1947, sent el primer avió dissenyat per Antónov. És utilitzat com a transport lleuger amb capacitat per a dotze passatgers, paracaigudisme i treball agrícola. Les seves extraordinàries capacitats per volar a baixa velocitat i fer enlairaments i aterratges en curtes distàncies (STOL) el fan un aparell perfecte per a vols a llocs amb pistes improvisades. També han estat creades variants per a climes freds i altres condicions extremes. És també el major biplà monomotor mai construït i en els 67 anys de producció ininterrompuda el converteixen en un dels avions més antics encara en ús.

## Història
L'An-2 és el biplà monomotor més gran mai construït i ha estat produït en grans quantitats, havent-se construït 5.000 fins al 1960 a la URSS. A partir d'aquest any la majoria dels An-2 han estat construïts a la fàbrica polonesa WSK-P2L Mielec, amb més de 13.000 aparells construïts fins a la fi de la producció de l'An-2 el 1991. Continua la producció limitada per a peces de recanvi i cobertura de manteniment. L'An-2 és també construït sota llicència a la Xina amb el nom de Shijiazhuang I-5 (Avió de transport Tipus 5), sent el major biplà que encara vola.

## Disseny
L'An-2 va ser dissenyat com un avió d'usos diversos per a ús governamental en agricultura i boscos. No obstant això, és altament adaptable i han estat creades nombroses variants, incloent versions científiques per a estudis atmosfèrics, avions cisterna per a la lluita contra incendis forestals, ambulàncies volants, hidroplans, una versió de combat lleugerament armada per al llançament de paracaigudistes i la versió més comuna, l'An-2T, amb capacitat per a dotze passatgers. Totes les versions excepte l'An-3 estan dotades d'un motor radial Shvetsov ASh-62ANAR de 1.000 CV de potència i nou cilindres, que originalment va ser dissenyat a partir del Wright R-1820.

## Usos i característiques

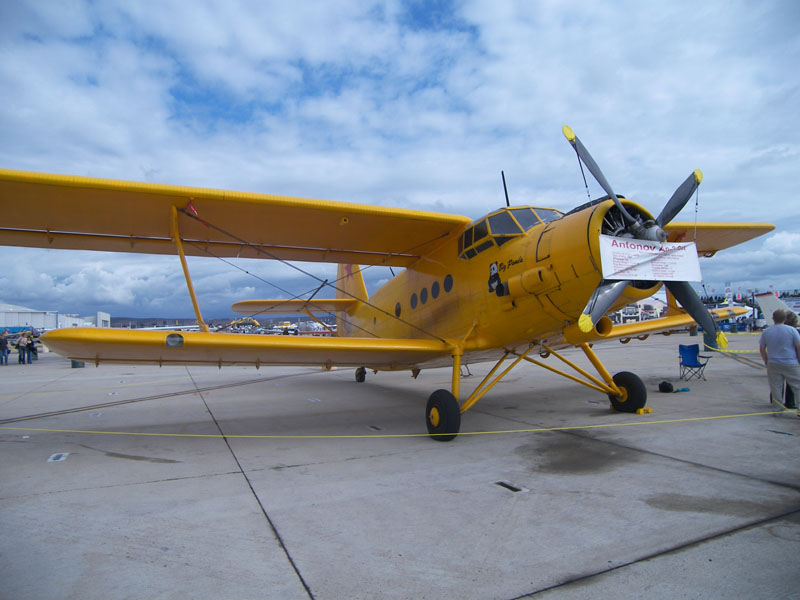
Biplà An-2 particular en l'exhibició aèria de Miramar.

L'An-2 té característiques que el fan adequat per a operacions en àrees remotes amb pistes d'aterratge improvisades.
- Té un sistema de frenada pneumàtica (similar al que fan servir els camions), permetent-li detenir-se en distàncies curtes.
- Té un sistema d'inflat i desinflat de les rodes mitjançant un compressor que li permet ajustar la pressió dels pneumàtics i absorbir els sots sense necessitat de sistemes especials.
- Les bateries són grans i fàcils d'accedir i no necessiten una font d'alimentació externa per proporcionar electricitat.
- L'avió té incorporada la seva pròpia bomba de combustible, permetent-li proveir-se de combustible directament de bidons sense necessitat de bombes externes.
- Té un nombre mínim de sistemes complexos. El sistema extensible a les ales que permet a l'avió volar a baixa velocitat és totalment automàtic i es tanca pel flux d'aire sobre les ales. Una vegada que la velocitat de l'aire baixa de 64 km/h (40 mph) els slats s'estenen forçats per unes molles elàstiques de goma.
- Carrera d'enlairament: 170 m. Carrera d'aterratge: 215 m (poden variar depenent del pes).

Al manual de pilotatge pot llegir-se una interessant nota: "Si el motor s'atura en vol instrumental (vol a cegues on no es pot veure el terra) o durant vol nocturn, el pilot haurà d'estirar totalment de la palanca de comandament cap a popa i mantenir el nivell de les ales. Els slats es desplegaran a la velocitat de 64 km/h (40 mph), i quan l'avió redueixi la seva velocitat a 40 km/h (25 mph) descendirà a una velocitat similar a la d'un descens en paracaigudes fins que toqui a terra."

## Variants

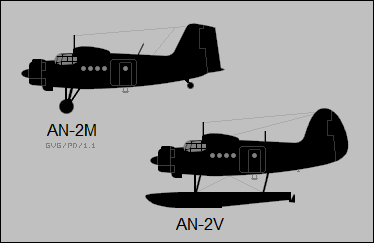
Dues variants de l'An-2.

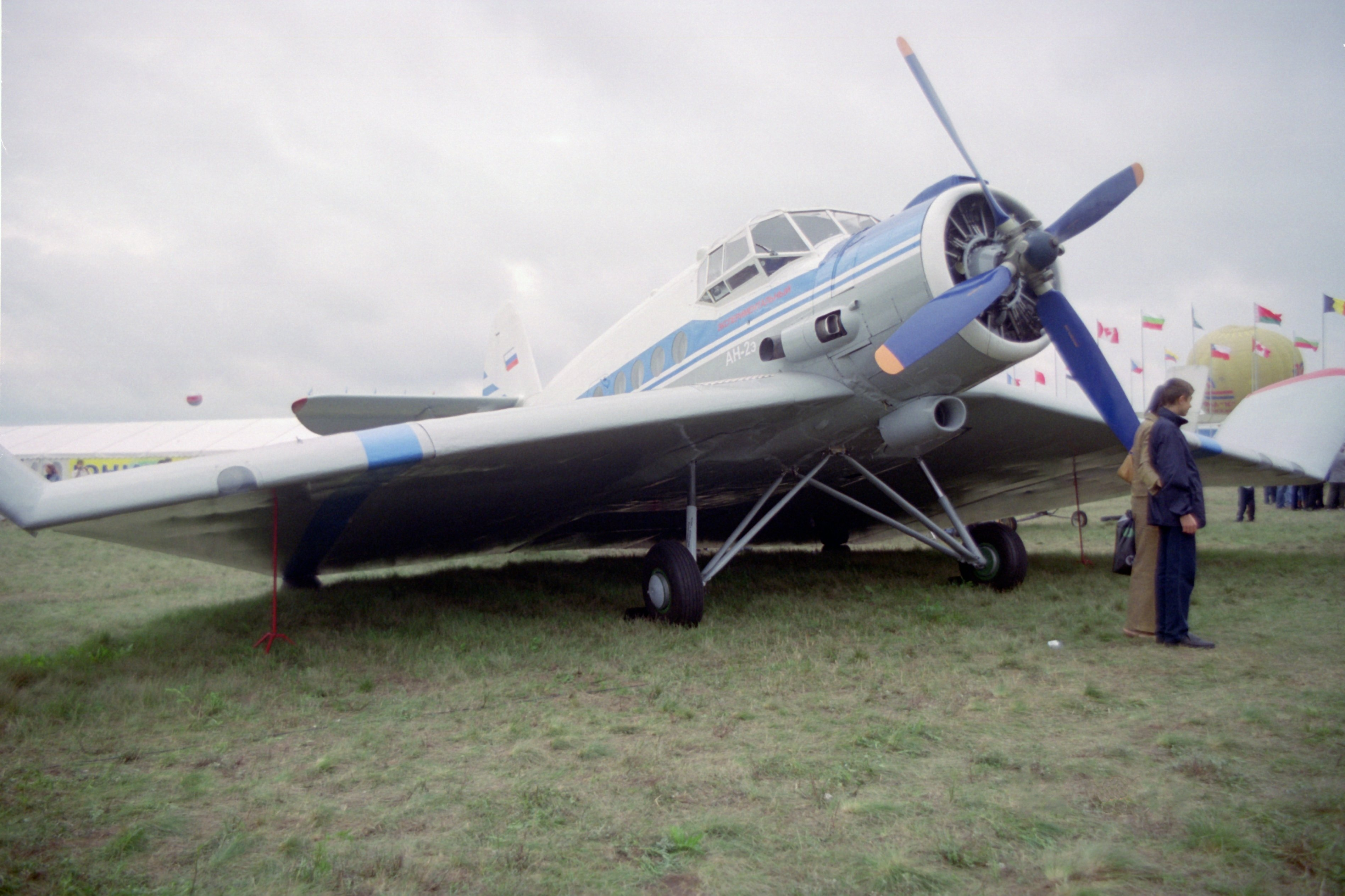
Antonov An-2I WIG.

### De construcció soviètica
An-2F
An-2
An-2P (Passazhirskii)
An-2P (Protivopozharnyi)
An-2
An-2
An-2ZA

### De construcciópolonesa(PZL Mielec)
An-2 Geofiz
An-2M
An-2
An-2PK
An-2P-Photo
An-2PR
An-2R
An-2
An-2T
An-2TD
An-2TP
Lala-1

## Especificacions (An-2P)
Plantilla:Especificaciones de aeronave

### Característiques generales
- Tripulació: 1
- Longitud: 12,7 m (41,8 ft)
- Envergadura: 18,2 m (59,6 ft)
- Altura: 4 m (13,1 ft)
- Superfície alar: 71,6 m² (770,7 ft²)
- Pes en buit: 3 450 kg (7.603,8 lb)
- Pes màxim en l'enlairament: 5.500 kg (12.122 lb)
- Planta motriu: 1× Motor radial Shvetsov ASh-62IR.
  - Potència: 735 kW (986 HP; 1.000 CV)
- Hèlices: 1× hèlice de quatre pales de velocitat constant por motor.

### Rendiment
- Velocitat màxima operativa (Vno): 258 km/h (160 MPH; 139 kt) a 1.750 m.s.n.m.
- Velocitat de creuer (Vc): 185 km/h (115 MPH; 100 kt)
- Abast: 901 km (487 nmi; 560 mi) amb 500 kg de càrrega.
- Sostre de vol: 4.400 m (14.436 ft)

Plantilla:Sección VT